# Samuel Taylor Coleridge
Samuel Taylor Coleridge (21. října 1772, Ottery St Mary – 25. července 1834, Highgate, dnes součást Londýna) byl anglický romantický básník, kritik a filozof. Spolu se svým přítelem Williamem Wordsworthem je považován za zakladatele anglického romantismu. K jeho blízkým přátelům a spolupracovníkům patřili též Charles Lamb a Robert Southey.

## Život
Byl nejmladším synem venkovského faráře; po jeho smrti byl roku 1781 poslán do londýnské střední školy Christ's Hospital, kde se naučil latinsky, řecky a hebrejsky a kde se formovaly jeho názory na poezii. Kromě toho byl v dětství ovlivněn častou četbou dobrodružných a fantastických příběhů. Při studiu na Jesus College Univerzity v Cambridgi, které nedokončil, se stal zastáncem ideálů Francouzské revoluce (v pozdějším věku však její myšlenky opustil a stal se v politické oblasti konzervativcem). S přítelem básníkem Robertem Southeym pořádal v Bristolu politické přednášky a plánoval s ním založení utopické osady Pantisokracie v Pensylvánii, ale jejich plán se nepodařilo uskutečnit. Oba přátelé se roku 1795 oženili se sestrami Frickerovými (Coleridge se Sárou, Southey s Edith). Coleridgeovo manželství, z něhož se narodily čtyři děti, však nebylo harmonické.

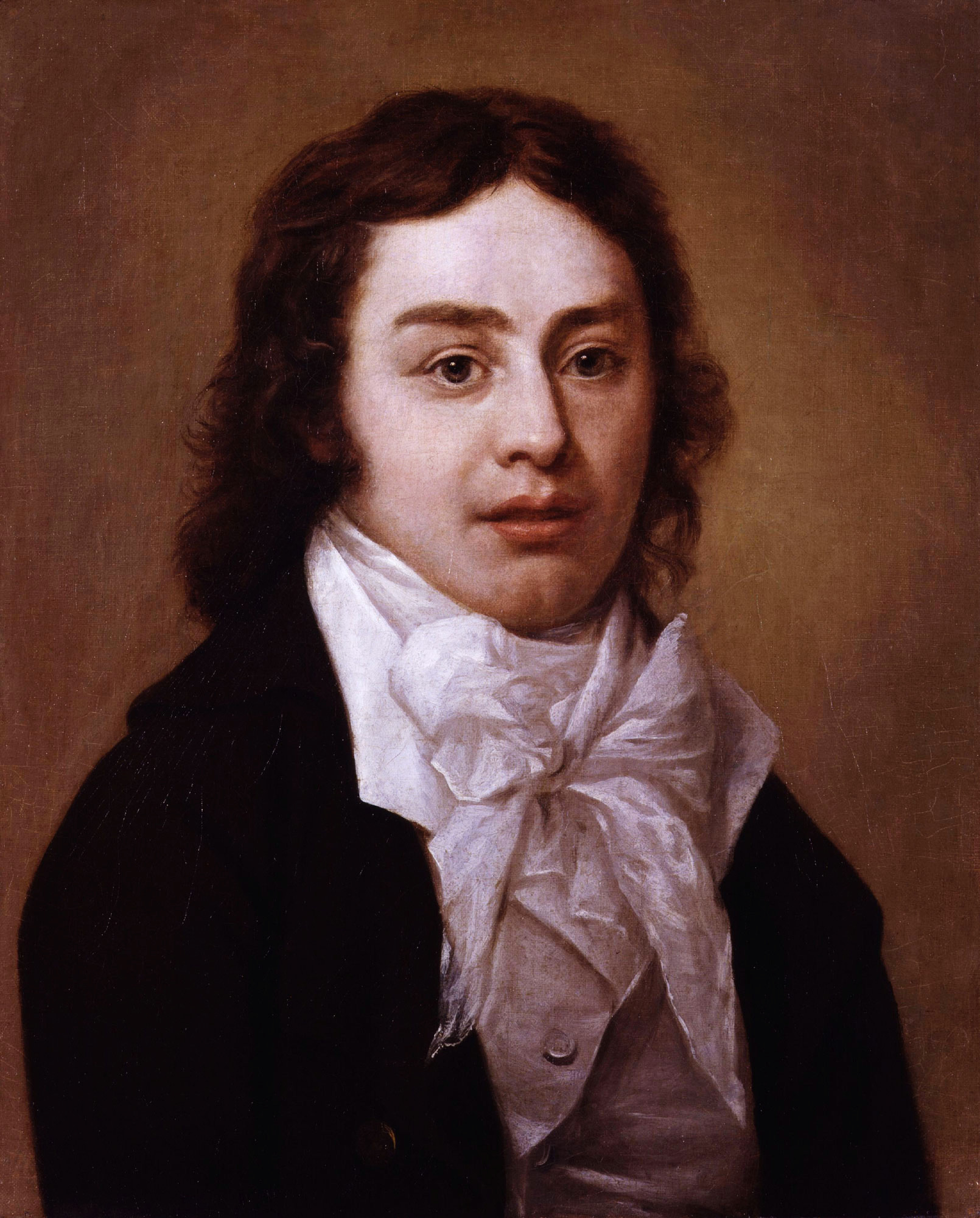
Samuel Taylor Coleridge v roce 1795

Zvlášť významné pro jeho tvorbu bylo setkání a několikaleté tvůrčí přátelství s Willimamem Wordsworthem, s nímž roku 1798 vydal sbírku Lyrické balady (Lyrical Ballads), která je považována za první dílo anglického romantismu. Obsahuje mj. Coleridgeovu nejslavnější poemu Píseň o starém námořníkovi (The Rime of the Ancient Mariner).
V letech 1798–1799 pobýval s Wordsworthem a jeho sestrou v Německu, kde studoval filozofii a německou literaturu. Výsledkem tohoto studia byl překlad prvního a třetího dílu trilogie Friedricha Schillera Valdštejn. Po návratu z Německa se s rodinou (stejně jako Wordswothovi) usadil v anglickém jezerním kraji (Lake District). Proto jsou tito básníci společně s několika dalšími, s nimiž tvoří jádro první generace anglického literárního romantismu, označováni jako jezerní básnící (někdy také jezerní škola, protože však šlo o velmi odlišné individuality, označení škola se pro ně příliš nehodí). Později byl redaktorem novin The Morning Post a sekretářem guvernéra na Maltě, nikde však pro svou těkavou povahu dlouho nevydržel. Věnoval se také přednáškové a publikační činnosti, zaměřené na filozofický platonismus a náboženskou filozofii, a dočasně se sblížil s křesťanským hnutím unitářů, jež bylo ovlivněno osvícenstvím.
Celý život trpěl psychickými problémy, které připomínají moderní diagnózu zvanou bipolární afektivní porucha (dříve maniodepresivní psychóza). Trpěl od dětství i jinými neduhy a bolestmi, takže se stal závislým na užívání opia, jímž si od bolestí ulevoval a kterému zcela podlehl. Následoval rozchod s manželkou a odcizení s Wordsworthem. Jeho zdravotní stav se částečně zlepšil díky péči dr. Jamese Gillmana, v jehož domě v Highgate našel azyl a žil u něho od roku 1812 až do konce života.
Svou poezií (v níž se objevují fantazijní scény, tajuplné motivy, snové vize a děs a hrůza z fantastických přeludů, ale i jemná a něžná drobná lyrika, přetvářející krajinné obrazy v symboly jednoty přírody a lidského života) výrazně ovlivnil druhou generaci anglických romantických básníků a svými přednáškami a studiemi mladou generaci anglických literárních kritiků. Zajímal se také o přírodní vědy. Výrazně se věnoval filozofii a uváděl německý idealismus do anglojazyčného prostoru. Sám se však považoval spíše za teologa. V literatuře hledal zejména metafyzické principy za tvůrčím procesem. Jeho velkým tématem byl William Shakespeare. Silně ovlivnil Johna Stuarta Milla a Ralpha Waldo Emersona. Spolu s Wordsworthem uvedl do anglické literatury romantismus jako umělecký směr.

## Dílo

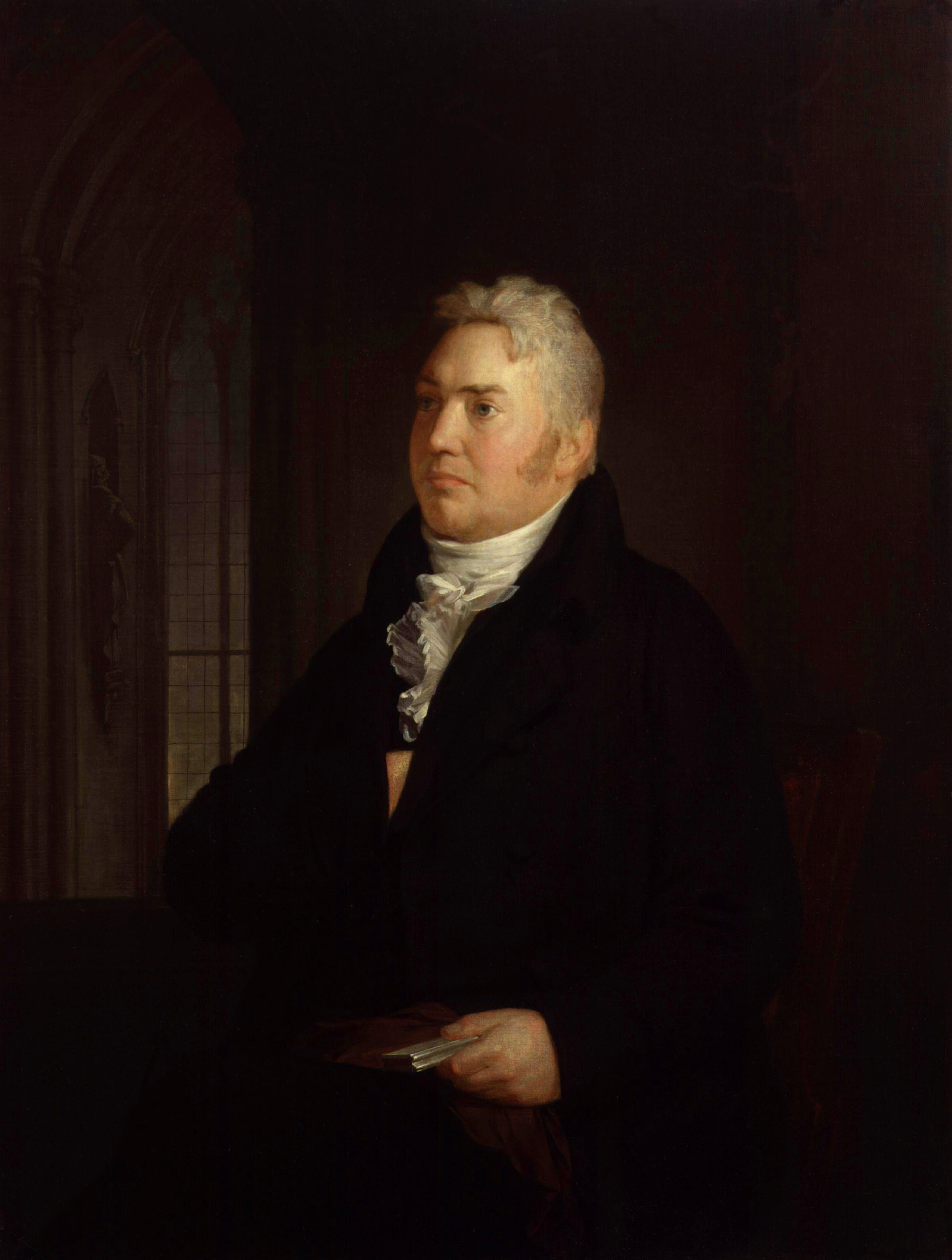
Samuel Taylor Coleridge v roce 1814

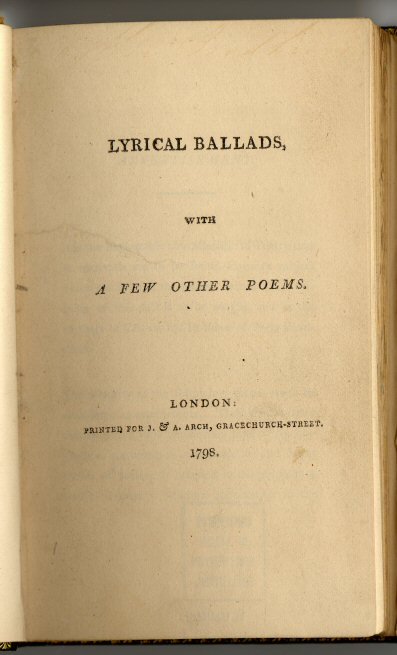
První vydání Lyrických balad z roku 1798

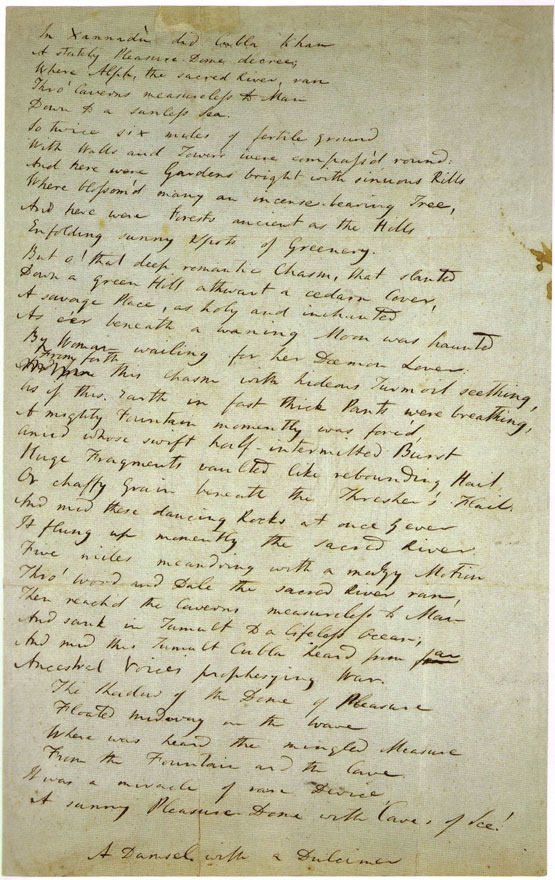
Rukopis básně Kublajchán

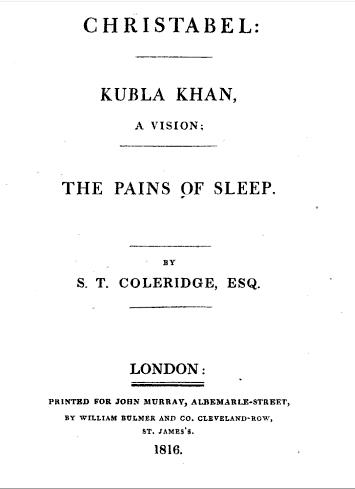
Společné vydání básní Christabel, Kublaj Chán a Bolesti spánku z toku 1816.

### Poezie
- Poems on Various Subjects (1796, Básně na různá témata), první autorova básnická sbírka, v níž byla mimo jiné otištěna reflexivní báseň The Eolian Harp (Aiolská harfa), vyjadřující básníkův vnitřní konflikt mezi křesťanskou pokorou před Bohem a vírou v krásu panteistického vesmíru.
- Christabel (1797–1802, vydána 1816), nedokončená básnická povídka, připravovaná původně pro vydáni Lyrických balad. Skládá se ze dvou částí (první část vznikla v letech 1797–1798, druhá roku 1802) a zpracovává středověký námět o démonické bytosti, která chce v podobě krásné ženy získat přízeň nevinné dívky. Dílo, plné magie, hrůzy a gotických záhad, je básnickou výpovědí o vztahu sexuality, morálky a kultury.
- Lyrical Ballads (1798, Lyrické balady), básnická sbírka napsaná ve spolupráci s Williamem Wordsworthem, považovaná za skutečný počátek anglického romantismu. Wordsworth se na svazku podílel básněmi zobrazujícími prostým jazykem krásu a velikost přirozených lidských citů, Coleridgeovým úkolem bylo vyjádřit psychické stavy, vyvolané silami považovanými zpravidla za nadpřirozené, které se však zjitřené mysli jeví jako skutečné. Sbírka ve svém prvním vydání obsahovala devatenáct Wordsworthových básní a čtyři od Coleridge, mezi nimi i nejslavnější Coleridgeovu poemu Píseň o starém námořníkovi (The Rime of the Ancient Mariner), jejíž hrdina se proviní tím, že na moři zabije bezdůvodně albatrosa, a je za to potrestán tajemnými přírodními silami. Další významnou Coleridgeovou básní ve sbírce je Slavík (Nightingale), rozvíjející panteistické motivy z Aiolské harfy.[5]
- Frost at Midnight (1798, Půlnoční mráz), básnický monolog o přítomnosti přírodních sil v lidském životě.
- Fears in Solitude (1798, Úzkosti v samotě), báseň zdůrazňující touhu chránit rodinu a žít jednoduchý život v souladu s přírodou.
- France (1798, Francie), óda popisující básníkův vývoj od obdivu k francouzské revoluci k jeho pocitům zrady, vyvolaným francouzskou expanzivní politikou.
- Kubla Khan (1798–1815, tiskem 1816, Kublajchán), česky také jako Xanadu, básnický hymnus vzniklý podle autorovy předmluvy na základě snu vyvolaného opiem. Báseň navozuje atmosféru prchavé snové vize, ale ve skutečnosti obsahuje promyšlenou gradaci symbolů spojených s živelnou silou přírody, která kontrastuje se zdánlivě absolutní mocí orientálního panovníka.
- Dejection (1802, Sklíčenost), óda vyjadřující básníkův smutek z beznadějné lásky k sestře Wordworsthovy manželky.
- The Pains of Sleep (1803, tiskem 1816, Bolesti spánku), báseň popisující noční můru připisovanou odborníky opiu, v níž se mísí hrůza a děs s pocity viny a odporu ke stavům plným nenávisti. Na popud lorda Byrona vyšlo dílo v jednom svazku společně s básněmi Kublajchán a Christabel.
- Sybilline Leaves (1817, Sybiliny lístky), sbírka shrnující básně z let 1801–1816, poznamenané pesimismem a mysticismem.
- The Poetical Works of S. T. Coleridge (1828, Poetická díla S. T. Coleridge), třídílný soubor básníkových děl, obsahující i jeho dramata a překlad Schillerova Valdštejna.

### Divadelní hry
- The Fall of Robespierre (1794, Robespiperrův pád), historické drama odehrávající se v posledních hodinách jakobínské hrůzovlády, napsané s Robertem Southeym.
- Osorio (1797), historické drama o pronásledování Maurů ve Španělsku za vlády Filipa II., spojující morální, politické a filozofické konflikty. Hra byla uvedena až po přepracování roku 1813 pod názvem Remorse (Výčitky svědomí).
- Zapolya (1815-1816), hra ve verších o uzurpaci moci, ovlivněná Shakespearovou Zimní pohádkou.

### Próza
- Conciones ad Populum, or Addresses to the People (1795, Volání k lidu), vydání autorových přednášek, adresovaných náboženským nonkonformistům a unitářům.
- Lecture on Shakespeare (1811–1812, tiskem 1856, Přednášky o Shakespearovi), cyklus přednášek v Královské učené společnosti, ovlivněný německým romantickým myslitelem Augustem Wilhelmem Schlegelem.
- The Friend; A Series of Essays (1812, Přítel), cyklus esejů vydávaných v politickém a literárním časopise The Friend v letech 1809–1810. Rozšířené vydání vyšlo roku 1850 pod názvem Essays on His Own Times (Eseje o jeho době).
- The Statesman's Manual, or The Bible the Best Guide to Political Skill and Foresight: A Lay Sermon (1816, Státníkova rukověť: Laické kázání), úvahy o morálce, politice a filozofii.
- Biographia Literaria, or Biographical Sketches of my Literary Life and Opinions (1817, Literární životopis), práce shrnující Coleridgeovy estetické názory a výklad filozofických základů romantické poetiky.
- On the Constitution of Church and State (1830, O vzájemných vztazích církve a státu), práce obsahující Coleridgeovy názory na úlohu církve ve společnosti.

## Adaptace

### Film a televize
- The Ancient Mariner (1925, Starý námořník), americký němý film podle poemy Píseň o starém námořníkovi, režie Chester Bennett a Henry Otto.
- The Rime of the Ancient Mariner (1967, Píseň o starém námořníkovi), britský krátký animovaný film, režie Ernard Queenan.
- The Rime of the Ancient Mariner (1975, Píseň o starém námořníkovi), americký film, režie Raul daSilva.
- The Rime of the Ancient Mariner (1977, Píseň o starém námořníkovi), americký animovaný film s využitím ilustrací Gustava Doré, režie Larry Jordan, vypráví Orson Welles.
- The Ancient Mariner: A Rock Opera (1983, Starý námořník), jihoafrický televizní film podle rockové opery Roberta Schrodera a Lee Johnsona, režie Ken Kirsten, jako vypravěč Michael York.
- The Albatross (1998, Albatros), britský krátký animovaný film podle poemy Píseň o starém námořníkovi, režie Paul Bush.
- Kubla Khan (2010, Kublajchán), americký krátký animovaný film, režie Joan C. Gratz.

### Hudba
- The Rime of the Ancient Mariner (1975), album britského skladatele Davida Bedforda.
- The Ancient Mariner: A Rock Opera (1980), jihoafrická rocková opera Roberta Schrodera a Lee Johnsona.
- The Rime of the Ancient Mariner, píseň britské skupiny Iron Maiden z jejího alba Powerslave (1984).
- Good Morning Captain, píseň americké undergroundové rockové kapely Slint z alba Spiderland (1991), jedná se o adaptaci Písně o starém námořníkovi.
- Albatross (2011), píseň britské skupiny Wild Beasts.
- The Rime of the Ancient Mariner (2012), album britské skupiny The Tiger Lillies.

## Česká vydání
- Skládání o starém námořníku, Christabel, Kublaj Chán, Praha, Jan Otto 1897, přeložil Josef Václav Sládek.
- Moderní básnící angličtí, Praha, Josef R. Vilémek 1898, svazek obsahuje mimo jiné sedm Coleridgových básní, přeložil Jaroslav Vrchlický.
- Skládání o starém námořníku, Praha, Studentská tiskárna 1946, přeložil Josef Nesvadba.
- Píseň o starém námořníku, Praha, František Borový 1949, přeložil Josef Palivec.
- Dračí křídlo stesku, Praha, Mladá fronta 1965, uspořádal Josef Kostohryz, přeložil Václav Renč, výbor z lyriky.
- Píseň o starém námořníkovi, Praha, Odeon 1984, přeložila Petruše Máchová.
- Jezerní básníci, Praha, Mladá fronta 1999, výbor představuje básnickou tvorbu představitelů tzv. jezerní školy anglického romantismu Williama Wordswortha, Samuela Taylora Coleridgeho a Roberta Southeyho, přeložil Zdeněk Hron.
- Tušivá rozpomnění: jezerní básníci, Praha, Jitro 2010, antologie z díla anglických raných romantiků, přeložil Václav Renč.